# Naze (Japon)
Pour les articles homonymes, voir Naze.
Naze (名瀬市, Naze-shi) était une ville de la préfecture de Kagoshima, au Japon.

## Géographie

### Situation
Naze était située à 370 km au sud-sud-ouest de Kagoshima, sur l'île d'Amami-ōshima, au Japon. En 2003, sa population était de 41 063 habitants pour une superficie de 127,68 km2. En 2006, Naze a été intégrée à la nouvelle ville d'Amami et ne forme plus une entité administrative.

### Climat
| Mois                                             | jan.      | fév.      | mars      | avril     | mai       | juin      | jui.      | août      | sep.      | oct.      | nov.     | déc.      | année     |
| ------------------------------------------------ | --------- | --------- | --------- | --------- | --------- | --------- | --------- | --------- | --------- | --------- | -------- | --------- | --------- |
| Température minimale moyenne (°C)                | 12,2      | 12,4      | 14,1      | 16,7      | 19,8      | 23,6      | 26        | 26        | 24,3      | 21,2      | 17,6     | 13,9      | 19        |
| Température moyenne (°C)                         | 15        | 15,3      | 17,1      | 19,8      | 22,8      | 26,2      | 28,8      | 28,5      | 27        | 23,9      | 20,4     | 16,7      | 21,8      |
| Température maximale moyenne (°C)                | 17,7      | 18,3      | 20,4      | 23,1      | 26,2      | 29,4      | 32,3      | 32        | 30,4      | 27        | 23,5     | 19,6      | 25        |
| Record de froid (°C) date du record              | 4,4 2016  | 3,1 1901  | 4,7 1901  | 6,6 1932  | 9,4 1917  | 13,9 1922 | 18,8 1913 | 19,6 1940 | 15,3 1904 | 11,2 1941 | 8,2 1922 | 6,1 1926  | 3,1 1901  |
| Record de chaleur (°C) date du record            | 28,1 1969 | 28,2 2009 | 30,4 1999 | 32,1 1931 | 33,7 1923 | 36,3 2001 | 37,3 1960 | 36,9 1958 | 34,9 1958 | 33 1964   | 31 1957  | 28,6 2018 | 37,3 1960 |
| Ensoleillement (h)                               | 58,7      | 63,3      | 89,3      | 110,6     | 122,8     | 116,4     | 199,2     | 176,3     | 135       | 107,9     | 86,1     | 66,5      | 1 332,1   |
| Précipitations (mm)                              | 184,1     | 161,6     | 210,1     | 213,9     | 278,1     | 427,4     | 214,9     | 294,4     | 346       | 261,3     | 173,6    | 170,4     | 2 935,7   |
| Nombre de jours avec précipitations              | 15,1      | 13,6      | 14,4      | 12,7      | 13,7      | 16,2      | 10,4      | 13,7      | 14,8      | 12,8      | 10,6     | 13,8      | 161,9     |
| dont nombre de jours avec précipitations ≥ 10 mm | 5,7       | 5,2       | 6,7       | 6,2       | 6,8       | 9,4       | 4,2       | 5,8       | 7,6       | 5,9       | 4,4      | 5,7       | 73,6      |
| Humidité relative (%)                            | 68        | 70        | 70        | 73        | 77        | 80        | 77        | 78        | 78        | 75        | 72       | 69        | 74        |
| Nombre de jours d'orage                          | 0,4       | 0,5       | 1,8       | 2,3       | 1,7       | 4         | 2,6       | 3,2       | 3,7       | 0,8       | 0,9      | 0,4       | 22,3      |

| Diagramme climatique                                  |               |               |               |               |               |             |           |             |             |               |               |
| J                                                     | F             | M             | A             | M             | J             | J           | A         | S           | O           | N             | D             |
| 17,712,2184,1                                         | 18,312,4161,6 | 20,414,1210,1 | 23,116,7213,9 | 26,219,8278,1 | 29,423,6427,4 | 32,326214,9 | 3226294,4 | 30,424,3346 | 2721,2261,3 | 23,517,6173,6 | 19,613,9170,4 |
| Moyennes : • Temp. maxi et mini °C • Précipitation mm |               |               |               |               |               |             |           |             |             |               |               |